# 1315 w polityce
Wydarzenia polityczne w 1315 roku.

## Wydarzenia
- 27 czerwca antybrandenburski sojusz Władysława Łokietka z Danią, Szwecją, Norwegią, Rugią, Pomorzem i Meklemburgią[1][2].
- 15 listopada Bitwa pod Morgarten podczas szwajcarskich wojen o niepodległość[3][2][4][5].
- Klęska „wielkiego głodu” w Europie Zachodniej[6][5][7].